# Demänovská Dolina
Demänovská Dolina (ungarisch Deménvölgy) ist eine Gemeinde im Nordwesten der Niederen Tatra in der Mitte der Slowakei. Sie entstand am 1. August 1964 als Ausgliederung aus den Gemeinden Bodice und Demänová (heute beides Stadtteile von Liptovský Mikuláš), wobei die Ansiedlungen Tri Studničky, Jaskyne, Repiská, Lúčky und Jasná zusammengelegt wurden. Die Gemeinde hat ihren Namen vom gleichnamigen Tal, welches mit seinen 16 Kilometern Länge eines der meistbesuchten Täler in der Niederen Tatra ist.

## Geographie und Geologie
Geologisch kann das Gemeindegebiet in zwei Teile geteilt werden: in den oberen, von Granit bestimmten, offenen Teil und in die nördlich und tiefer gelegene enge Schlucht aus Kalkstein.
Geographisch ist der obere Teil des Gemeindegebiets durch die Gipfel im Nordwesten der Siná (1560 Meter), im Nordosten der Kraková hoľa (1751,8 Meter), im Südosten des Ďumbier (2043,4 Meter) und im Südwesten der Poľana (1889,7 Meter) abgeschlossen.
Der untere Teil des Gemeindegebiets ist durch die beiden in Nord-Süd-Richtung verlaufenden Bergrücken geprägt. Im Tal fließen die Flüsse Demänovka und Zadná voda.

## Geschichte
Das Gemeindegebiet ist schon seit der Eiszeit bewohnt, was Ausgrabungen in der Höhle Okno (Jaskyňa Okno) belegen. Danach war das Gemeindegebiet lange Zeit nicht besiedelt. Erst mit Eisenerzfunden wurde die Besiedlung des Gemeindegebiets wieder interessant. Bevor das Gemeindegebiet touristisch entdeckt wurde, siedelten sich in den Höhenlagen Schäfer mit ihren Schafen an; sie stellten unter anderem den bekannten Liptauer Käse her.

## Bevölkerung
| Jahr:                | 1994. | 2004.   | 2014.    | 2024.    |
| -------------------- | ----- | ------- | -------- | -------- |
| Anzahl der Personen: | 191   | 203     | 292      | 369      |
| Unterschied:         |       | +6,28 % | +43,84 % | +26,36 % |

| Jahr:                | 2023. | 2024.   |
| -------------------- | ----- | ------- |
| Anzahl der Personen: | 361   | 369     |
| Unterschied:         |       | +2,21 % |

## Tourismus

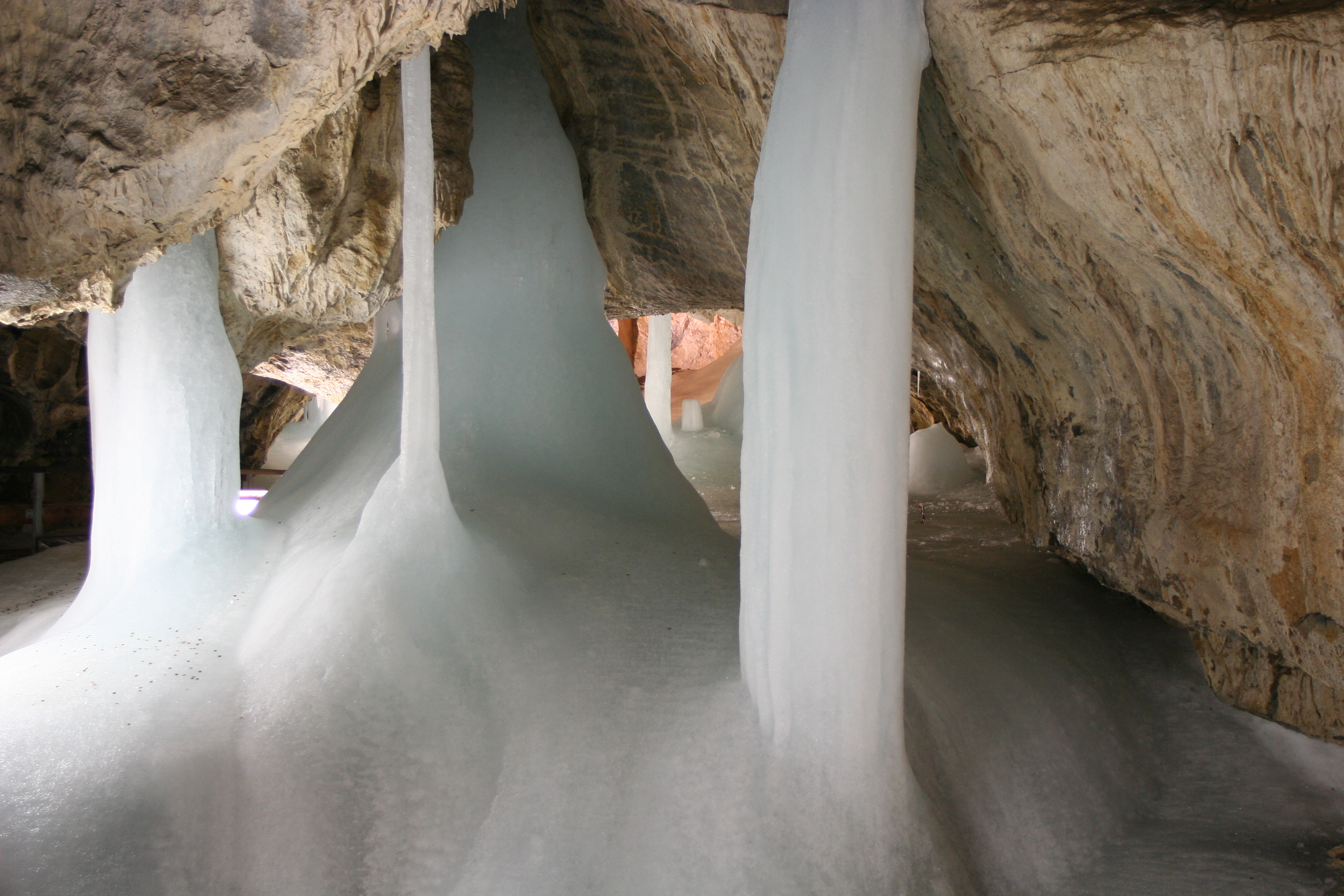
Demänovska-Eishöhle

Der Ort ist vom Tourismus geprägt. Im Sommer sind von Jasná Wandertouren auf die bedeutenden Gipfel der Niederen Tatra – z. B. Chopok und Ďumbier – möglich. Im Winter ist Jasná ein bekanntes Skigebiet.
Bedeutende Sehenswürdigkeiten sind zwei Höhlen des Karsthöhlensystems in der Niederen Tatra:
- Demänováer Tropfsteinhöhle (Demänovská jaskyňa Slobody),
- Demänováer Eishöhle (Demänovská ľadová jaskyňa).
- Okno-Höhle (Jaskyňa Okno)